# Saint-Romain-en-Jarez
Saint-Romain-en-Jarez település Franciaországban, Loire megyében. Lakosainak száma 1209 fő (2022. január 1.). Saint-Romain-en-Jarez Larajasse, Valfleury, Sainte-Catherine, Chagnon, Marcenod, Saint-Christo-en-Jarez, Genilac, Saint-Martin-la-Plaine és Chabanière községekkel határos.

## Népesség
A település népessége az elmúlt években az alábbi módon változott:
| Lakosok száma | 739  | 767  | 813  | 1085 | 1202 | 1222 | 1226 | 1218 | 1214 | 1209 |
|               | 1968 | 1982 | 1990 | 2006 | 2013 | 2015 | 2017 | 2019 | 2020 | 2022 |